# Pedisec
Pedisec, del llatí pedisequus o pedisecus (en plural pedisequi), va ser una classe d'esclaus de l'antiga Roma que tenien com a ocupació seguir al seu amo quan sortia de casa seva, mentre que l'anteambuló era el que anava al davant de tot.
Eren considerats com la classe més baixa dintre dels diversos tipus d'esclaus. Trobem moltes tombes de pedisequi amb inscriptions epigràfiques al Cementiri dels officiales de Cartago.
Les esclaves encarregades de seguir a les seves mestresses s'anomenaven pedisequae.